# 専門図書館協会
専門図書館協会 (せんもんとしょかんきょうかい, 英語:Special Libraries Association, 略称:SLA) は、企業、政府、法律、金融、非営利組織、そして学術機関で働く司書と情報専門家のための、国際的な専門家団体である。

## 歴史
専門図書館協会 (SLA) は専門分野の組織で働く司書のグループにより1909年にアメリカ合衆国で設立されたが、そのリーダーであったジョン・コットン・デイナはSLAの初代会長を1909年から1911年まで務めた。SLA創立以前にデイナと司書たちは、専門分野の図書館が提供できる資料に対する要望が増え、そうした機関で働く情報専門家たちが新しい種類の司書職を作り出していることを理解し始めていた。そしてまた、彼らの多くは専門司書として仕事をしていたが、他の司書や専門家たちが享受している専門的援助を受けることはなかったのである。グループのメンバーは共通に抱えている問題に対処するために連携することにした。彼らの目標は、機関誌Special libraries創刊号に掲げられているが、「国中のすべての、金融、商業、科学、産業分野の、政府や学校や公共図書館における小図書館の連携であり、そして実際、全ての図書館は限られた利用者に対する専門的目標に奉仕するのである」。
SLAは現在、75か国以上のメンバーからなる国際組織であり、55の地域支部により組織されている。それに加え、SLAには特別な主題に奉仕する多くの部門がある。多くの部門には主題ごとのセクションがある。現在の部門は次の通り。学術、生物医学と生命科学、ビジネスと金融、化学、競合情報、教育、工学、環境と資源管理、食料と農業と栄養、政府情報、情報技術、保険と福利厚生、知財管理、法律、経営管理、軍事図書館、芸術と人文学、ニュース、石油とエネルギー資源、医薬品と健康技術、物理-天文学-数学、科学-技術、社会科学、独立司書、分類法、そして輸送である。

### 名称論争
SLAは創立時から、「専門図書館協会」という名称を巡っていくつかの論争があった。創立時に「専門図書館」あるいは「専門司書」という言葉に対してすぐに反発があった。その言葉は限られた基盤でのみ使われており、限られた狭い範囲のレファレンスコレクションをさすための特殊過ぎるものだとも言われた。一方で、その言葉は広範すぎ、専門司書が行う仕事というよりは一般的なコレクションに対するものだという指摘もあった。ジョン・コットン・デイナ自身はSLA設立後数年間、この名称が不適当であると認識していたが、これほど正確で包括的な言葉は他にないとして選んだのだった。この論争は組織の会員の中で継続され、1982年、2003年、そして2009年には名称変更が検討されたが、結局は会員の投票で否決されたのである。 

## 会員
SLAの会員制度には個人と組織があり、誰でも参加することができる。会員は年会費を支払うとともに、参加を希望する支部、部門、委員会に追加会費を支払うことになっている。SLA会員の多くは図書館情報学の修士号を取得しており、法律、医学あるいは工学といった関連領域の上級学位も取得していることが多い。法律図書館、報道図書館、企業図書館、博物館図書館、医学図書館、そして運輸図書館といった専門図書館はあるが、情報専門家たちは図書館の中で働いてるわけではない。彼らは上部組織が必要とする情報を得るのをサポートするために、専門的なスキルを使っている。SLA会員は、企業の競合情報アナリスト、研究者、または情報専門家として、従来の伝統的な司書とは異なる役割を果たしている。情報と知識の選択、分析、管理、蓄積そして供給のために情報技術の急速な普及を考えると、平均的SLA会員は図書館情報学に関連する、しかしそれに限定されない様々なスキルを使って、サービスを提供しているのだろう。実際、専門司書は図書館ではなく、情報センターあるいは資源センターで仕事をしていることが多い。

## 運営体制
SLAはSLAの規約に基づく会員のパラメーターに従って選ばれた理事会により運営されている。理事会はSLAの活動と運営全般に責任があり、組織の役員を選出する。理事会は任期1年の会長が主導する。理事から選ばれた常務理事は、SLAの日常業務と活動を監督する。SLAは2016年5月にAmy Lestition Burke (CAE) を常務理事に迎えた。BurkeはSLAが組織管理会社MCI USA (前のCounter Companies) に管理を委託する契約をした3月1日から副社長を務めSLAに貢献していた。
SLAの各地域支部とテーマごとの部門も同様に役員を選び会議を開催している。会員は会費を払っている地域や部門の選挙で投票する権利がある。

### 委員会と評議会
委員会と評議会は、協会の目的の達成に関連する活動を調整するために、理事会によって設置されている。 
- Annual Conference Advisory Council
- Awards and Honors Committee
- Joint Governance and Bylaws Committee
- Emergency Preparedness & Recovery Advisory Council
- Finance Committee
- Industry Partners Alliance
- Information Outlook Advisory Council
- Membership Advisory Council
- Nominating Committee	Online Content Advisory Council
- Professional Development Advisory Council
- Public Relations Advisory Council
- Students and New Professionals Advisory Council
- Student Groups
- Technology Advisory Council
- Transition CommitteeTransition Committee

### 活動

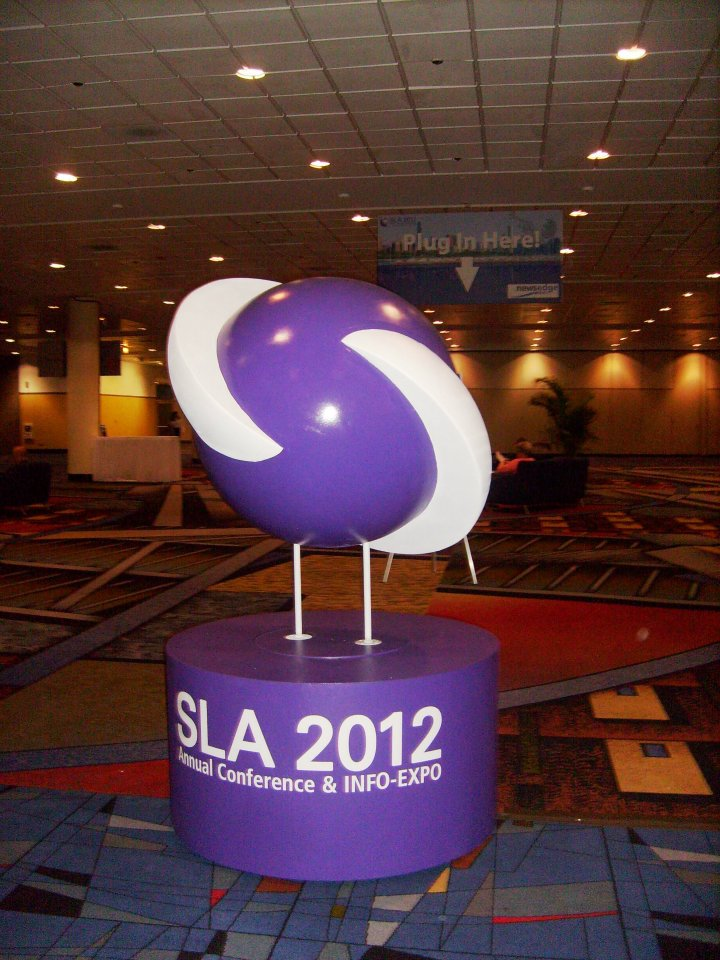
SLA年次大会2012

SLAの活動には会議、専門家教育、ネットワーキング、そしてアドボカシーなどがある。SLAの年次大会とINFO-EXPOは通常夏に開催され、教育プログラム、ネットワーキングのイベント、そして情報展示会が行われる。2017年の年次大会はアリゾナ州フェニックスで開催された。2018年の年次大会は2018年6月9日から13日まで、メリーランド州ボルチモアで開催された。2019年の年次大会は6月13日から18日まで、オハイオ州クリーブランドで開催される。

## 賞
SLAはいくつかの賞を授与ており、多くは年単位である。
SLAフェローシップ (Fellowship in SLA) は、過去、現在、そして将来にわたって協会と専門職に対する貢献が認められる、SLAの現役中堅会員に与えられる。
ジョン・コットン・デイナ賞 (John Cotton Dana Award)
プレジデンシャル・サイテイション (Presidential Citations) 
ローズ・L. ヴォルメルカー賞 (Rose L. Vormelker Award) 
SLA殿堂 (SLA Hall of Fame) は引退の近い会員の中でSLAへの貢献が認められる会員に贈られる。
ジェイムズ M. マタラッツォ ライジングスター賞 (en:James M. Matarazzo Rising Star Award) 

## 出版物
- Special Libraries (1910-1996): 目録や索引に関する記事やコラム、書評、SLAに関する情報を掲載した雑誌[11]。

- Information Outlook (1997-2020): 従前の Special Libraries、隔月刊のオンライン専門雑誌。2020年3月-4月号までで休刊[12][13]。